# Albert Clément (Rennfahrer, 1883)

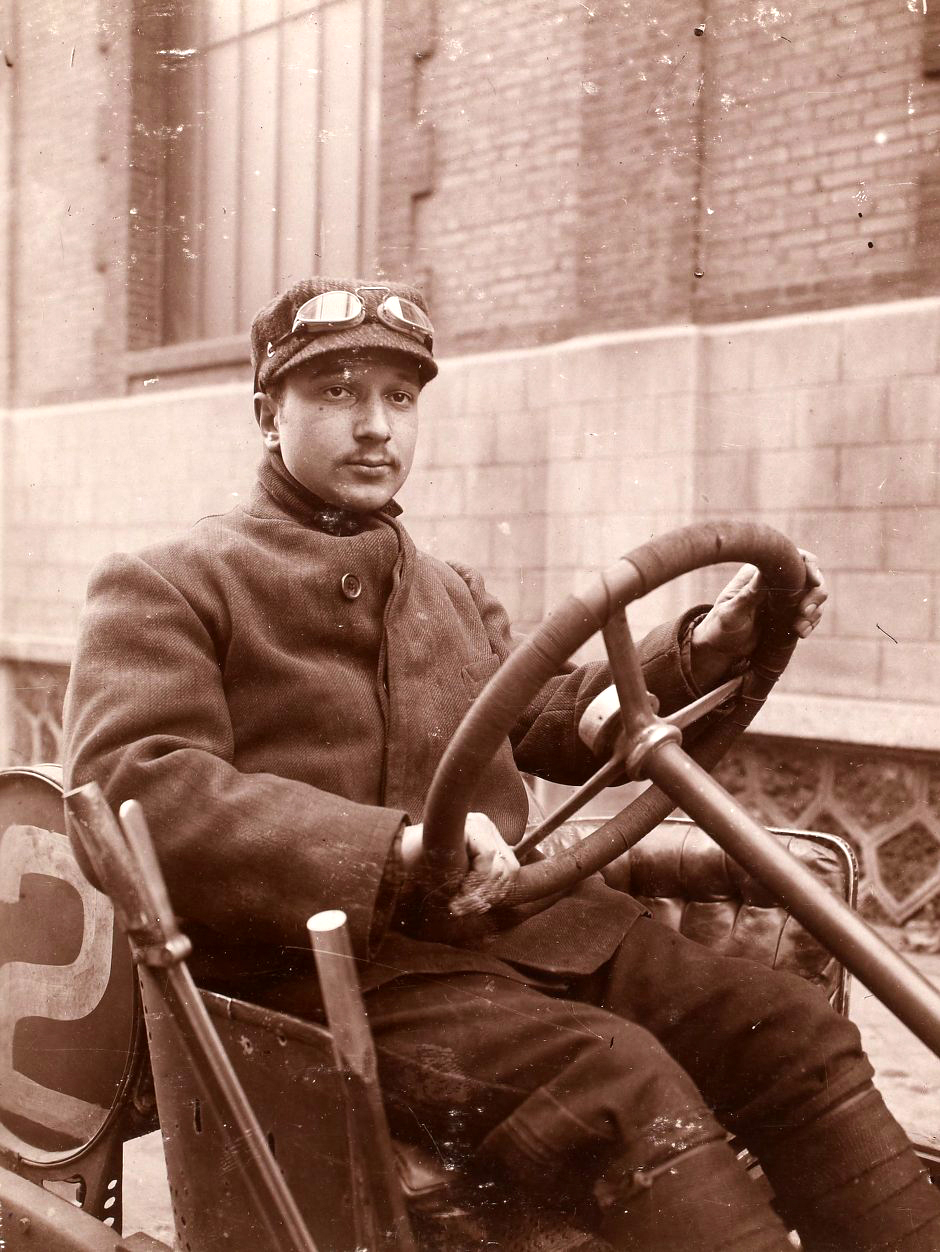
Albert Clément

Henri Albert Clément (* 7. Juli 1883 in Paris; † 17. Mai 1907 in Dieppe) war ein französischer Automobilrennfahrer.

## Werdegang
Clément war der Sohn von Adolphe Clément, der 1903 die Autofirma Clément-Bayard gegründet hatte, und startete ab 1904 in den Fahrzeugen seines Vaters. Er erwies sich sofort als ausgezeichneter Fahrer, der beim Ardennenrennen 1904 den dritten und beim Vanderbilt Cup 1904 den zweiten Platz erreichte. In der Saison 1905 scheiterte er stets an der mangelnden Zuverlässigkeit seiner Fahrzeuge, doch beim Großen Preis von Frankreich 1906 konnte er ausgezeichnet mit den Spitzenfahrern Ferenc Szisz und Felice Nazzaro mithalten und am Ende Rang drei belegen.
Von diesem Erfolg begeistert, meldete das Team auch für den Grand Prix von Frankreich 1907 in Dieppe. Beim Training zum Grand Prix verunglückte Albert Clément mit einem neuen Sechszylinder-Clément-Bayard auf dem knapp 77 km langen Circuit de Dieppe tödlich. Er verlor nahe Saint-Martin-en-Campagne die Kontrolle über seinen Wagen und fuhr in eine Böschung, woraufhin sich das Fahrzeug überschlug und etwa 20 m neben der Strecke zum Liegen kam. Clément starb kurz nach dem Unfall, sein Beifahrer, der Mechaniker Pierre Gaudermen, überlebte.
Er war der Onkel des Rennfahrers gleichen Namens.